# American Cup
La American Cup fue la primera copa y mayor competición de fútbol en los Estados Unidos. Se disputó en formato de eliminatoria entre los años 1885 a 1924.

## Historia
El torneo se creó en 1884 y tuvo su primera edición en 1884-85.
La edición de 1899-05 no se disputó.
El torneo desapareció en 1924.
El equipo Bethlehem Steel es el club con más títulos con 6.

## Campeones por año
| Año       | Campeón                  | Subcampeón               |
| --------- | ------------------------ | ------------------------ |
| 1885      | Clark O.N.T.             | New York F.B.C.          |
| 1886      | Clark O.N.T.             | Kearny Rangers           |
| 1887      | Clark O.N.T.             | Kearny Rangers           |
| 1888      | Fall River Rovers        | Newark Almas             |
| 1889      | Fall River Rovers        | Newark Caledonians       |
| 1890      | Fall River Olympics      | Kearny Rovers            |
| 1891      | Fall River East Ends     | Brooklyn Longfellows     |
| 1892      | Fall River East Ends     | New York Thistle         |
| 1893      | Pawtucket Free Wanderers | New York Thistle         |
| 1894      | Fall River Olympics      | Paterson True Blues      |
| 1895      | Newark Caledonians       | Pawtucket Free Wanderers |
| 1896      | Paterson True Blues      | Fall River Olympics      |
| 1897      | Philadelphia Manz        | Paterson True Blues      |
| 1898      | Arlington A.A.           | Kearny A.C.              |
| 1899-1905 | No hubo competición      | No hubo competición      |
| 1906      | West Hudson A.A.         | Paterson True Blues      |
| 1907      | Clark A.A.               | Scottish Americans       |
| 1908      | West Hudson A.A.         | Paterson True Blues      |
| 1909      | Paterson True Blues      | East Newark Clark A.A.   |
| 1910      | Tacony                   | Scottish Americans       |
| 1911      | Howard and Bullough F.C. | Philadelphia Hibernian   |
| 1912      | West Hudson A.A.         | Paterson Rangers         |
| 1913      | Paterson True Blues      | Disston A.A.             |
| 1914      | Bethlehem Steel F.C.     | Disston A.A.             |
| 1915      | Kearny Scots             | Brooklyn Celtic          |
| 1916      | Bethlehem Steel F.C.     | Kearny Scots             |
| 1917      | Bethlehem Steel F.C.     | West Hudson A.A.         |
| 1918      | Bethlehem Steel F.C.     | Babcock & Wilcox         |
| 1919      | Bethlehem Steel F.C.     | Paterson F.C.            |
| 1920      | Brooklyn Robins Dry Dock | Bethlehem Steel F.C.     |
| 1921      | Brooklyn Robins Dry Dock | Fore River               |
| 1922      | No hubo competición      | No hubo competición      |
| 1923      | Fleisher Yarn            | J&P Coats                |
| 1924      | Bethlehem Steel F.C.     | Fall River F.C.          |

## Títulos por equipo
| Club                     | Títulos | Subtítulos | Años campeón                       | Años subcampeón        |
| ------------------------ | ------- | ---------- | ---------------------------------- | ---------------------- |
| Bethlehem Steel          | 6       | 1          | 1914, 1916, 1917, 1918, 1919, 1924 | 1920                   |
| Paterson True Blues      | 3       | 4          | 1896, 1909, 1913                   | 1894, 1897, 1906, 1908 |
| West Hudson A.A.         | 3       | 1          | 1906, 1908, 1912                   | 1917                   |
| Clark O.N.T.             | 3       | -          | 1885, 1886, 1887                   | ----                   |
| Fall River Olympics      | 2       | 1          | 1890, 1894                         | 1896                   |
| Fall River Rovers        | 2       | -          | 1888, 1889                         | ----                   |
| Fall River East Ends     | 2       | -          | 1891, 1892                         | ----                   |
| Brooklyn Robins Dry Dock | 2       | -          | 1920, 1921                         | ----                   |
| Kearny Scots             | 1       | 3          | 1915                               | 1907, 1910, 1916       |
| Disston A.A.             | 1       | 2          | 1910                               | 1913, 1914             |
| Pawtucket Free Wanderers | 1       | 1          | 1893                               | 1895                   |
| Newark Caledonians       | 1       | 1          | 1895                               | 1889                   |
| Philadelphia Manz        | 1       | -          | 1897                               | ----                   |
| Arlington A.A.           | 1       | -          | 1898                               | ----                   |
| Howard & Bullough        | 1       | -          | 1911                               | ----                   |
| Clark A.A.               | 1       | 1          | 1907                               | 1909                   |
| Fleisher Yarn            | 1       | -          | 1923                               | ----                   |
| New York Thistle         | -       | 2          | ----                               | 1892, 1893             |
| Kearny Rangers           | -       | 2          | ----                               | 1886, 1887             |
| New York FBC             | -       | 1          | ----                               | 1885                   |
| Newark Almas             | -       | 1          | ----                               | 1888                   |
| Kearny Rovers            | -       | 1          | ----                               | 1890                   |
| Brooklyn Longfellows     | -       | 1          | ----                               | 1891                   |
| Kearny A.C.              | -       | 1          | ----                               | 1898                   |
| Philadelphia Hibernian   | -       | 1          | ----                               | 1911                   |
| Paterson Rangers         | -       | 1          | ----                               | 1912                   |
| Brooklyn Celtic          | -       | 1          | ----                               | 1915                   |
| Babcock and Wilcox       | -       | 1          | ----                               | 1918                   |
| Paterson F.C.            | -       | 1          | ----                               | 1919                   |
| Fore River               | -       | 1          | ----                               | 1921                   |
| J&P Coats                | -       | 1          | ----                               | 1923                   |
| Fall River F.C.          | -       | 1          | ----                               | 1924                   |